# San Girolamo nel deserto (Cima da Conegliano Budapest)
San Girolamo nel deserto è un dipinto a olio su tavola di Cima da Conegliano, databile 1495 e conservato presso il Museo di belle arti di Budapest in Ungheria.
Quest'opera è stata attribuita in passato a Marco Basaiti; colpisce molto la sua somiglianza con il San Girolamo nel deserto di Harewood nello Yorkshire, di cui sembra essere una copia.

## Descrizione
Il dipinto rappresenta al centro San Girolamo con una pietra nella mano destra per percuotersi il petto, mentre con la mano sinistra regge una croce in legno che contempla.